# NGC 2556
NGC 2556 est une galaxie lenticulaire située dans la constellation du Cancer. NGC 2556 a été découverte par l'astronome allemand Albert Marth en 1865.

## Caractéristiques
Sa vitesse par rapport au fond diffus cosmologique est de 4 835 ± 17 km/s, ce qui correspond à une distance de Hubble de 71,3 ± 5,0 Mpc (∼233 millions d'al).
À ce jour, une mesure non basée sur le décalage vers le rouge (redshift) donne une distance d'environ 76,400 Mpc (∼249 millions d'al). Cette valeur est tout juste à l'extérieur des valeurs de la distance de Hubble. Notons cependant que c'est avec la valeur moyenne des mesures indépendantes, lorsqu'elles existent, que la base de données NASA/IPAC calcule le diamètre d'une galaxie et qu'en conséquence le diamètre de NGC 2556 pourrait être d'environ 16,6 kpc (∼54 100 al) si on utilisait la distance de Hubble pour le calculer.
En raison d'une brillance de surface égale à 11,76  mag/am2, on peut qualifier NGC 2550 de galaxie présentant une brillance de surface élevée.

## Groupe de NGC 2563
La galaxie NGC 2556 fait partie du groupe de NGC 2563. En plus de NGC 2556 et de NGC 2563, ce groupe de galaxies renferme au moins 12 autres galaxies dont NGC 2557, NGC 2558, NGC 2560, NGC 2562, NGC 2563 et NGC 2569.